# 三好市立名頃小学校
三好市立名頃小学校（みよししりつ なごろしょうがっこう）は、徳島県三好市東祖谷菅生にあった公立小学校。
2012年（平成24年）3月31日廃校となる。

## 概要
旧・東祖谷山村には他にも三好市立落合小学校、三好市立菅生小学校、三好市立栃之瀬小学校がある。卒業後は三好市立東祖谷中学校へ進学する。

## 沿革
- 1979年（昭和54年）4月 - 三好郡東祖谷山村菅生小学校名頃分校 より名頃小学校として独立。
- 2006年（平成18年） - 町村合併のため三好市立名頃小学校となる。
- 2012年（平成24年）
  - 3月31日 - 廃校[1]。
  - 4月1日 - 三好市立落合小学校、三好市立栃之瀬小学校、三好市立菅生小学校、三好市立和田小学校と共に統合し三好市立東祖谷中学校の敷地内[3]に三好市立東祖谷小学校が設立された。